# جینداباین، نیو ساوت ولز
جینداباین (به انگلیسی: Jindabyne) یک شهرک در استرالیا است که در نیو ساوت ولز واقع شده‌است.